# Egeria (Pilgerin)
Egeria (auch Aetheria oder Etheria genannt) war eine spätantike Autorin aus Nordspanien oder Gallien, die als Pilgerin im späten 4. Jahrhundert, wohl von 381 bis 384, das Heilige Land bereiste und darüber einen Reisebericht in Form eines Briefes an andere Frauen verfasste (Itinerarium Egeriae, Peregrinatio Aetheriae). 

## Itinerarium Egeriae

### Verfasserfrage
Der Name der Verfasserin ist im Text nicht erhalten, da der Anfang des Berichtes verlorengegangen ist. So muss man sich auf indirekte Angaben im Text und sprachliche Eigentümlichkeiten stützen. 
Gian Francesco Gamurrini identifizierte sie in seiner Erstpublikation als Sylvia von Aquitanien, eine Schwägerin des Prätorianerpräfekten Flavius Rufinus, von deren Reise nach Palästina Palladios berichtet. 1903 konnte Marius Férotin zeigen, dass es sich um eine Frau namens Egeria oder Aetheria handelt, von deren Reise ins Heilige Land der aus Galicien stammende Mönch Valerius von Bierzo um 680 in einem Brief berichtet. Darauf geht auch die von der Forschung überwiegend vertretene Annahme zurück, dass Egeria aus Nordspanien stammt.
Erwogen wird jedoch auch eine Herkunft aus dem südwestlichen Gallien (Aquitanien). Ihr Vergleich des Flusses Rhone mit dem Euphrat (18,2) und verschiedene sprachliche Züge sind als Hinweis darauf gedeutet worden.
Auch der soziale und religiöse Stand der Autorin und der Adressatinnen des Textes ist nicht genau bekannt. Egeria nennt die Empfängerinnen ihres Berichts „verehrte Damen Schwestern“ (dominae sorores venerabiles 3,8; 20,5), woraus man zunächst auf Nonnen schloss. Da sie in drei mittelalterlichen Bibliothekskatalogen des 12. bis 15. Jahrhunderts aus der Benediktinerabtei St. Martial in Limoges zudem Egeria abbatissa („Äbtissin Egeria“) genannt wurde, ist nicht ausgeschlossen, dass Egeria selbst Nonne war. Doch war die Anrede unter vornehmen Christen auch außerhalb von Klostergemeinschaften üblich. Ihre Freiheit und die finanziellen Mittel zum Reisen lassen eher an ein Mitglied der wohlhabenden römischen Oberschicht denken, aus deren Kreis in der Spätantike mehrfach Frauen als Pilgerinnen ins Heilige Land bezeugt sind, wie etwa Melania die Ältere und Melania die Jüngere.
Es ist angezweifelt worden, ob Egeria beim Antritt ihrer Reise bereits die Taufe empfangen hatte. Ihr Bericht lege besonderen Augenmerk auf die Taufrituale und die Vorbereitung zur Taufe, die Katechese. Aufgrund der Tatsache, dass sie drei Jahre in Jerusalem blieb, ist es möglich, dass sie dort ihr eigenes Katechumenat durchlaufen hat und getauft wurde. Auf der anderen Seite zeugt ihr Bericht von einer guten Kenntnis der biblischen Texte. Ihr Bericht unterscheidet sich in einem Punkt von anderen, von Mönchen verfassten spätantiken Pilgerberichten: Zwar beschreibt sie mehrfach, dass sie von Mönchen aufgenommen und geführt worden sei, jedoch berichtet sie nicht von den durch diese bewirkten Wundern oder von den Gesprächen, die sie mit ihnen geführt hat.
Auch der Titel des Werkes ist unbekannt, Itinerarium Egeriae oder Peregrinatio Aetheriae sind nachantike Bezeichnungen, es handelt sich nach der literarischen Gattung um einen Briefbericht, nicht im eigentlichen Sinn um ein Itinerar.

### Sprache
Egeria schreibt im einfachen, volkssprachlich gefärbten Spätlatein ohne rhetorische Akzente. Ihr Reisebericht ist eines der bedeutsamsten Zeugnisse für den Übergang vom spätantiken Latein zum Vulgärlatein, das die Grundlage für die sich allmählich herausbildenden romanischen Nationalsprachen bildete. Der Altphilologe Einar Löfstedt machte die Peregrinatio Aetheriae sogar zur Textgrundlage seiner wegweisenden Untersuchung zum Wortschatz und zur Syntax des Spätlateinischen. Griechische Ausdrücke und Ortsnamen übersetzt Egeria meist ins Lateinische.

### Inhalt
Der erste Teil (Kapitel 1–23) umfasst den eigentlichen Bericht über Egerias Reisen im Heiligen Land. Es fehlt der Teil mit ihrem Reiseweg ins Heilige Land sowie die Beschreibung von Jerusalem und des Westjordanlandes. Der erhaltene Bericht setzt mit ihrem Besuch auf dem Sinai (Kapitel 1–6) ein. Es folgt die Schilderung ihres Besuches in Ägypten (Kapitel 7–9) und nach ihrer Rückkehr nach Jerusalem des Besuchs auf dem Berg Nebo (Kapitel 10–12). 
Von großer Bedeutung ist der Bericht durch die ausführlichen Beschreibungen der Alt-Jerusalemer Liturgie im zweiten Teil (Kapitel 24–49). Unter anderem werden die Liturgie der Feste der Geburt Jesu, die Darstellung des Herrn, die Bräuche der Fastenzeit, der Heiligen Woche und des Osterfestes beschrieben. Egeria berichtet von der Prozession von Betlehem nach Jerusalem am Geburtsfest Jesu Christi, von der Prozession vom Ölberg am Palmsonntag und vom Nachtgebet, das in der Nacht des Gründonnerstags in Getsemani gehalten wurde. Daneben schreibt sie über die Kreuzverehrung am Karfreitag. Der Einfluss heimkehrender Pilger, unter denen Bischöfe und einflussreiche Geistliche waren, führte bald zur Übernahme vieler dieser Liturgien in den Kirchen des Westens und des Ostens.
Egerias detaillierte Schilderung der verschiedenen christlichen Feiern im Heiligen Land ist eine der ältesten und wichtigsten Beschreibungen des frühchristlichen Gottesdienstes. In einer breiten Schilderung beschreibt sie die vielen dort vorhandenen Kirchen, Klöster und heiligen Stätten. Viele dieser Riten und Bräuche werden von palästinensischen Christen bis heute gepflegt.

### Überlieferung
Der Text ist nur in einem im Kloster Montecassino entstandenen Codex aus der 2. Hälfte des 11. Jahrhunderts überliefert, der 1884 von Gian Francesco Gamurrini in einer Bibliothek in Arezzo in Mittelitalien wiedergefunden wurde. Er gab den Text 1887 erstmals heraus. Der Text ist unvollständig, vor allem am Anfang fehlen größere Teile.
Zwei kleine Fragmente einer weiteren Handschrift des Textes um 900 aus Aquitanien wurden 2005 von Jesús Alturo in spanischem Privatbesitz identifiziert, die eine kleine Lücke im Manuskript von Arezzo in Kapitel 16 schließen.
Exzerpte bei anderen Autoren (etwa Petrus Diaconus, De Locis sanctis) und Einträge in mittelalterlichen Bibliothekskatalogen lassen darauf schließen, dass es noch weitere Abschriften gegeben hat.